# Chitbara Gaon
Chitbara Gaon è una suddivisione dell'India, classificata come nagar panchayat, di 20.211 abitanti, situata nel distretto di Ballia, nello stato federato dell'Uttar Pradesh. In base al numero di abitanti la città rientra nella classe III (da 20.000 a 49.999 persone).

## Geografia fisica
La città è situata a 25° 45' 53 N e 84° 00' 27 E.

## Società

### Evoluzione demografica
Al censimento del 2001 la popolazione di Chitbara Gaon assommava a 20.211 persone, delle quali 10.423 maschi e 9.788 femmine. I bambini di età inferiore o uguale ai sei anni assommavano a 3.731, dei quali 1.884 maschi e 1.847 femmine. Infine, coloro che erano in grado di saper almeno leggere e scrivere erano 10.736, dei quali 6.627 maschi e 4.109 femmine.